# 韓澤
韓澤（1462年—？），字孔仁，河南南陽府泌陽縣人，民籍，明朝政治人物。

## 生平
河南鄉試第六十四名舉人。弘治九年（1496年）中式丙辰科會試第一百十四名，三甲第一百二十二名進士。授直隶宁晋县知县。

## 家族
曾祖韓三；祖父韓廣，遇例冠帶；父韓菁，母張氏。重庆下。